# Helmut Reckter
Helmut Reckter SJ (* 24. November 1933 in Arenberg bei Koblenz; † 10. März 2004 in Chinhoyi, Simbabwe) war ein deutscher römisch-katholischer Missionar in Simbabwe und erster Bischof von Chinhoyi. 

## Leben
Helmut Reckter besuchte von 1940 bis 1946 die Volksschule in Arenberg und wechselte auf das Görres-Gymnasium in Koblenz. Nach dem Abitur 1954 studierte er zunächst fünf Semester Theologie am Priesterseminar in Trier. Er trat dort in den Jesuitenorden ein und absolvierte sein Noviziat von 1956 bis 1958. Von 1958 bis 1962 studierte er in München-Pullach Philosophie. Daran schloss sich ein Praktikum in der Sinoia-Mission in Rhodesien an. Dort unterrichtete er als Schulpräfekt in Missionsschulen. Danach studierte er weiter Theologie in Dublin/Irland und wurde dort 1964 zum Priester geweiht. 1966 kehrte er in die Mission Sinoia als Priester zurück. 1969 wurde er Regionalsuperior der deutschen Jesuiten in Rhodesien, dies blieb er bis 1974.
Am 22. Februar 1974 wurde Reckter zum Apostolischen Präfekten von Sinoia ernannt. 1982 wurde die Präfektur in Chinhoyi umbenannt und am 28. Oktober 1985 zur Diözese erhoben. Gleichzeitig wurde Reckter zum ersten Bischof ernannt. Die Bischofsweihe empfing er am 5. Januar 1986 durch den Erzbischof von Salisbury Patrick Fani Chakaipa; Mitkonsekratoren waren der Pro-Nuntius von Simbabwe, Erzbischof Patrick Coveney und der Bischof von Gweru, Tobias Wunganayi Chiginya.
Von 1990 bis 1994 war Helmut Reckter Vorsitzender der Bischofskonferenz von Simbabwe. In dieser Eigenschaft nahm er 1994 an der Bischofssynode für Afrika in Rom teil. Ferner war er Präsident der Katholischen Kommission für Entwicklungsarbeit in Südafrika und leitete die Ausbildung der Priester in ganz Zimbabwe. Reckter organisierte viele Hilfsprojekte für die Bevölkerung. Er verstarb an einem Herzversagen.